# Route nationale 5bis
La route nationale 5bis (RN 5bis o N 5bis) è stata una strada nazionale francese che partiva da Brie-Comte-Robert e terminava ad Avrolles.

## Percorso
Dall’intersezione con la N19 a Brie-Comte-Robert si dirigeva verso sud raggiungendo Melun: ora in questo tratto è stata in parte declassata a D305 ed in parte sostituita dall’autoroute A5b e dalla N105. Arriva oggi a Melun col nome di D605 e vira verso sud-est. A Montereau-Fault-Yonne attraversava la Senna e la Yonne. A Le Petit Fossard, all’incrocio con la N5 terminava il percorso del 1824.
La N5bis ripartiva da Sens per seguire la Yonne verso sud. Fino a Joigny fu sostituita negli anni trenta dalla N6 (oggi D606). Il tratto finale che risaliva l’Armançon e finiva ad Avrolles, ricollegandosi ancora alla N5, venne invece riassegnato alla nuova N443 (attualmente D943).